# Mario Party 3
Mario Party 3 (マリオパーティ3?, Mario Pāti 3) è un videogioco per Nintendo 64, il terzo della serie Mario Party, in cui si possono controllare i personaggi del mondo di Mario su un tabellone in stile gioco dell'oca. Il gioco ha debuttato in Giappone il 7 dicembre 2000, venendo poi distribuito nel resto del mondo nel corso del 2001. Mario Party 3 è l'ultimo videogioco per la serie Nintendo 64, prima che il Nintendo GameCube uscisse nel 2002. Le novità più importanti introdotte sono la possibilità di usare Waluigi e Daisy come personaggi e i minigiochi 1 contro 1 (duelli).

## Modalità di gioco
La meccanica di gioco è la stessa dei primi due capitoli della serie, si contano 10 diverse mappe nella modalità normale più diverse varianti nelle modalità extra. Sono presenti 70 minigiochi giocabili.

## Personaggi
I personaggi giocabili sono 8:
- Mario
- Luigi
- Peach
- Daisy
- Yoshi
- Donkey Kong
- Wario
- Waluigi

## Accoglienza
Il gioco ha vinto diversi premi. Divenne la Console Children's Game of the Year per Academy of Interactive Arts & Sciences nel 2001; mentre nel 2002 vinse la Console Family Award agli Interactive Achievement Awards. Il videogioco ha venduto più di un milione di copie in tutto il mondo, ed è rimasto alla prima posizione per un mese tanto da diventare il gioco del mese (cosa che nemmeno Mario Party 1 fece).
Mario Party 3 è entrato nella top ten dei 10 videogiochi della Nintendo 64 più scaricati fino a oggi su Internet (posizione 10).